# Pseudosigmoidea cranei
Pseudosigmoidea cranei är en svampart som beskrevs av K. Ando & N. Nakam. 2000. Pseudosigmoidea cranei ingår i släktet Pseudosigmoidea, divisionen sporsäcksvampar och riket svampar.   Inga underarter finns listade i Catalogue of Life.